# Euptoieta bogotana
Euptoieta bogotana är en fjärilsart som beskrevs av Otto Staudinger 1885. Euptoieta bogotana ingår i släktet Euptoieta och familjen praktfjärilar. Inga underarter finns listade i Catalogue of Life.